# Батиашвили, Ираклий Дмитриевич
Ираклий Дмитриевич Батиашвили (груз. ირაკლი დიმიტრის ძე ბათიაშვილი; род. 8 августа 1961, Тбилиси) — грузинский политический и государственной деятель, активный участник движения за выход из СССР и восстановление независимости. Участник столкновения 9 апреля 1989. В 1992—1993, при правлении Эдуарда Шеварднадзе — руководитель ведомства госбезопасности, в этом качестве участвовал в гражданской и грузино-абхазской войнах. Депутат грузинского парламента, видный деятель партии Промышленность спасёт Грузию и Республиканской партии Грузии. Активный противник Михаила Саакашвили. Известен также как философ и публицист.

## Диссидент-националист
Родился в семье тбилисской интеллигенции. В 1983 году окончил философский факультет Тбилисского госуниверситета, работал научным сотрудником Института философии. С 1986 года примыкал к грузинскому диссидентскому движению, выступал за выход из состава СССР и независимость Грузии.
9 апреля 1989 года Ираклий Батиашвили участвовал в оппозиционном митинге и столкновении с советскими войсками. Причислялся к основным лидерам акции. При разгоне митинга Батиашвили подвергся жестокому избиению.
22 ноября Ираклий Батиашвили вместе со Звиадом Гамсахурдия и Ираклием Церетели подписал обращение в газете «Сакартвело» с призывом к выходу на антиосетинские демонстрации. Десятки тысяч грузин отправились на митинг в столицу Юго-Осетинской АО Цхинвали. Жители города и советские военнослужащие оказали противодействие, произошёл масштабный конфликт.
К весне 1990 года Ираклий Батиашвили разошёлся со Звиадом Гамсахурдиа, поскольку был противником участия в выборах в Верховный Совет Грузинской ССР. Выступал за восстановление грузинской государственности на основе Акта о независимости 1918 года, через альтернативные национальные структуры, не связанные с советской государственной системой. Поддерживал радикальных лидеров Георгия Чантурия и Ираклия Церетели.

## Начальник спецслужбы
В 1991 году Ираклий Батиашвили поддержал восстановление независимости Грузии. Стоял на позициях грузинского национализма, но находился в оппозиции президенту Гамсахурдиа. В начале 1992 года поддержал свержение Гамсахурдиа и возвращение к власти Эдуарда Шеварднадзе. Правящий Госсовет Грузии формировал свои силовые структуры. Было распущено прежнее Министерство госбезопасности (МГБ), возглавляемое Анзором Майсурадзе и Тамазом Нинуа.
2 мая 1992 года Ираклий Батиашвили, по рекомендации Шеварднадзе, возглавил новое ведомство государственной безопасности — Службу информации и разведки (СИР). Он интенсивно взялся за отстраивание агентурной сети, сформировал силовые подразделения. В качестве руководителя СИР контактировал с директором ЦРУ США Джеймсом Вулси. Однако создать под своим руководством эффективную спецслужбу Батиашвили не удавалось — сказывалось отсутствие профессионального опыта.
Основными направлениями деятельности СИР являлись преследования звиадистов — сторонников свергнутого Гамсахурдиа в ходе гражданской войны и сбор разведывательных данных в ходе войны с Абхазией. Методы СИР в отношении звиадистов отличались большой жёсткостью. В этой связи о Батиашвили крайне негативно отзывалась посещавшая Грузию Валерия Новодворская.
В октябре 1993 года обозначилась победа победа правительства Шеварднадзе в гражданской войне и поражение в войне Абхазской. Шеварднадзе произвёл вынужденную корректировку политического курса. В частности, вновь была реформирована система спецслужб: вместо упразднённой СИР воссоздана МГБ во главе с Игорем Гиоргадзе — который, в отличие от Батиашвили, считался «человеком Москвы».

## Оппозиционный политик

### Противник Революции роз
После ухода с госслужбы Ираклий Батиашвили около года работал в конфликтологическом исследовательском институте. Дважды — в 1995 и в 1999 — избирался депутатом парламента Грузии. Состоял в правоцентристской партии предпринимателей-протекционистов Промышленность спасёт Грузию. В 2002—2003 годах возглавлял парламентский комитет по обороне и безопасности.
Ираклий Батиашвили был противником Революции роз, которую называл «государственным переворотом, инспирированным финансовыми кругами Америки и России». Обвинял экс-министра госбезопасности Игоря Гиоргадзе, министра Валериана Хабурдзанию и министра иностранных дел РФ Игоря Иванова в заговоре против президента Шеварднадзе.
К президенту Михаилу Саакашвили и его политике Ираклий Батиашвили относился резко отрицательно. В 2005 году Батиашвили заявил, что нельзя исключать версию запланированного убийства премьер-министра Зураба Жвании.

### Арест и заключение
В июле 2006 года бывший губернатор Кодорского ущелья Эмзар Квициани поднял мятеж против президента и правительства. 29 июля Ираклий Батиашвили был арестован по обвинению в государственной измене. 1 августа власти опубликовали записи телефонных разговоров, где, как утверждалось, Батиашвили призывал Квициани «держаться крепко» и советовал призвать грузинских солдат «не марать руки в крови, не стрелять в своих братьев».
Адвокаты Батиашвили утверждали, будто записи смонтированы по указанию властей. Лидер Лейбористской партии Шалва Нателашвили намеревался обратиться с письмом к генеральному секретарю Совета Европы Терри Дэвису — для ознакомления с «деятельностью палача Михаила Саакашвили, которого он сам взрастил». Нателашвили призвал оппозицию объединить усилия для освобождения Батиашвили. Сам Батиашвили впоследствии называл главным инициатором своего ареста Гигу Бокерия. В тюрьме Батиашвили держал шестнадцатидневную голодовку.
23 мая 2007 года коллегия по уголовным делам Тбилисского городского суда признала Батиашвили виновным в «интеллектуальной поддержке» действий Эмзара Квициани и приговорила его к 7 семи годам тюремного заключения. Батиашвили назвал приговор политически мотивированным. Оппозиция и правозащитники объявили Батиашвили политическим заключённым. С резкой критикой процесса выступил омбудсмен Грузии Созар Субари. В 2007 году были арестованы трое сотрудников неправительственной организации «Институт равноправия», выступавшей за освобождение Батиашвили. Директор «Института равноправия» назвал задержание незаконным и объяснил его тем, что организация «не боится и борется с тоталитарным и бандитским режимом господина президента и его ближайшим окружением».
С просьбой о помиловании Ираклия Батиашвили обратился Католикос-патриарх Грузии Илия II, ранее посещавший его в тюрьме. 11 января 2008 года и. о. президента Нино Бурджанадзе издала указ о помиловании Батиашвили (Михаил Саакашвили находился в отпуске в связи с предвыборной кампанией).

### Выступления против Саакашвили
Ираклий Батиашвили осуждал президента Саакашвили и в контексте российско-грузинской войны 2008. Обвинял Саакашвили в неподготовленности Грузии к вооружённому столкновению с РФ и в отказе объясниться с обществом по итогам войны.
В 2011 году Батиашвили вместе с Бурджанадзе возглавлял оппозиционное движения «Всенародное собрание Грузии». Организовывал акции уличного протеста с требованием отставки Саакашвили.

## В годы «Грузинской мечты»
На выборах 2012 партия «Промышленность спасёт Грузию» включилась в коалицию Грузинская мечта Бидзины Иванишвили. Ираклий Батиашвили с энтузиазмом поддержал отстранение от власти президента Саакашвили и партии Единое национальное движение (ЕНД).
Впоследствии Батиашвили не раз говорил об опасности со стороны ЕНД, предупреждал о возможном покушении на жизнь Иванишвили. Утверждал, будто многие грузинские полицейские, на словах признавая смену власти, остаются сторонниками Саакашвили и ЕНД. В то же время Батиашвили признаёт разочарование значительной части общества в правлении «Грузинской мечты».
С 2009 года Ираклий Батиашвили читает лекции по философии. Опубликовал ряд философских работ. Состоял в руководящих органах Республиканской партии, партии «Вперёд, Грузия», в исполнительном совете «Всенародного собрания».
В 2021 году Ирина Батиашвили, дочь Ираклия Батиашвили, выступила с записью в соцсети: она выразила возмущение в связи с тем, что её отец, проливший кровь 9 апреля, не упомянут в учебнике грузинской истории. При этом она сравнила своего отца с Джоном Маккейном и национальными героями Грузии.

### Интервью
- Ираклий Батиашвили: Все проблемы в стране должны быть решены мирным путём (недоступная ссылка) // Georgian Times, Georgian Times